# Lahcen Ahansal
Pour les articles homonymes, voir Ahansal.
Lahcen Ahansal (en arabe : لحسن أحنصال) est un coureur de fond marocain né le 1er janvier 1971 à Jbel Bani (village situé à 25 km de Zagora).
Il est considéré comme le spécialiste du Marathon des sables qu'il a remporté à dix reprises. Lahcen est le frère ainé de l'athlète Mohamad Ahansal.

## Biographie
Lahcen Ahansal est né au sein de la confédération berbère des Aït Atta, située au Sud du Maroc. Issu d'une famille modeste, orphelin de père, il suit une scolarité chaotique. Enfant, il ne pratique pas de sport de façon sérieuse mais possède déjà des aptitudes physiques exceptionnelles. En 1990, il apprend que la Fédération royale marocaine d'athlétisme organise des tests pour trouver de nouveaux talents. Il commence alors l'athlétisme, sur le tard, à 19 ans. Il réussit les tests et intègre l’École nationale marocaine d'athlétisme (située à Rabat). Il participe au championnat du Maroc de cross-country à Safi, mais ses résultats sont décevants et il est renvoyé chez lui au bout de deux mois.
En 1991, la chance lui sourit enfin. Le départ du Marathon des sables est donné à Zagora, sa ville. Il prend le départ sans dossard et se classe deuxième, laissant volontairement passer un coureur devant lui pour ne pas passer la ligne en vainqueur. C'est une révélation. Pour Lahcen Ahansal, cette course sera la sienne. Il parvient à se faire sponsoriser l'année suivante. Après des débuts prometteurs (3e place au classement final de 1992), des désillusions (manque de sponsors en 1993), des places d'honneur (5e place en 1994 et 1996) et un abandon (1995), il lui faudra attendre sa cinquième participation, en 1997, avant d'enfin accrocher une victoire finale. Bien qu'il ne parvienne pas à confirmer l'année suivante (il ne finit qu'à la seconde place derrière son frère Mohamad), Lahcen Ahansal s'impose à nouveau en 1999 ainsi que les 8 années suivantes. Il remporte sa dixième victoire en 2007, devenant ainsi le maître incontesté de l'épreuve. En 2008, son frère cadet Mohamad, habitué à finir derrière son frère, remporte l'épreuve à son tour.
En dehors de ces activités sportives, Lahcen Ahansal est aussi organisateur de trekkings dans le sud marocain ainsi que du Marathon de Zagora.
En 2012, la journaliste belge Marie-Pierre Fonsny, qui avait déjà tourné un documentaire sur Lahcen Ahansal en 2004, lui consacre un livre : Marathonien des sables - Lahcen Ahansal, Enfant nomade et star du désert.

## Palmarès

### Marathon des Sables
- 10 victoires : 1997 puis de 1999 à 2007 (9 victoires consécutives)
- 1998 : (13e édition) : 2e place
- 1996 : (11e édition) : 5e place
- 1995 : (9e édition) : 5e place
- 1992 : (7e édition) : 3e place

### Autres épreuves
- 2010 : Vainqueur de l'Al Andalus Ultimate trail[5]
- 2006 : Vainqueur de l'Ultra Marathon de Belgique (100 km)
- 2006 : 2e place au Marathon du Beaujolais (vainqueur par équipes)
- 2006 : 3e place à l'Ultra Marathon de Verbier, Suisse
- 2002 : 2e place aux 100 km de Bienne, Suisse
- 2001 : Vainqueur du Swiss Alpine Marathon (Davos, Suisse)
- 1999 : Vainqueur du Défi Val-de-Travers, Suisse (74 km, 2952D+)
- 1998 : Vainqueur du Super Marathon des Gorges du Verdon, France
- 1998 : Vainqueur de l'Ultra Marathon d'Autriche
- 1995 : 3e du Super marathon du Maroc (disputé dans les montagnes de l'Atlas)

### Records personnel
- Marathon : 2 h 16 min 50 s (1997)
- 1000 mètres : 2 min 55 s (1999)